# Robert De La Rouchefoucauld
Il conte Robert Jean Marie de La Rochefoucauld (16 settembre 1923 – 8 maggio 2012) è stato un partigiano francese, membro della Resistenza francese e dell'Esecutivo per le operazioni speciali (SOE) durante la seconda guerra mondiale, e in seguito è stato sindaco di Ouzouer-sur-Trézée, una città sul canale della Valle della Loira, per trent'anni.
In onore del suo impegno durante la guerra, come soldato per la Francia e come agente segreto per gli inglesi, La Rochefoucauld fu insignito degli ordini di Chevalier de la Légion d'Honneur, Croix de Guerre, Médaille de la Résistance dal governo francese e dei Distinguished Service Order e Distinguished Conduct britannici.

## Biografia

### Primi anni di vita
Robert de La Rochefoucauld nacque a Parigi, uno dei 10 figli di una famiglia che viveva in una zona mondana nei pressi della Torre Eiffel. Suo padre, Olivier de La Rochefoucauld, e sua madre, la figlia del duca di Maillé, erano membri della nobiltà francese; Robert, tuttavia, usò il titolo aristocratico di conte soltanto negli ultimi anni di vita. Studiò in scuole private in Svizzera e Austria e, all'età di 15 anni, ricevette un colpetto sulla guancia da Adolf Hitler durante una visita di classe al suo rifugio alpino a Berchtesgaden.

### Seconda Guerra Mondiale

#### Resistenza francese
Quando la Germania nazista invase la Francia, La Rochefoucauld aveva 16 anni ed era un seguace di Charles de Gaulle. Suo padre fu fatto prigioniero e anche lui fu denunciato alla Gestapo, così, con l'aiuto della Resistenza francese, ricevette uno pseudonimo e nel 1942 fuggì in Spagna, con la speranza di recarsi in Inghilterra e comunicare con il movimento di de Gaulle. Fuggì con due aviatori britannici abbattuti, con cui si era rifugiato nella metropolitana. Le autorità spagnole (sotto Francisco Franco) internarono i tre uomini nel campo di prigionia Miranda de Ebro, ma La Rochefoucauld finse di essere inglese e fu consegnato all'ambasciata britannica durante un'evacuazione organizzata.
I britannici, dopo aver assicurato la libertà degli uomini, furono così colpiti dall'audacia e dall'ingegnosità di La Rochefoucauld che gli chiesero di unirsi allo Special Operations Executive (SOE), l'unità clandestina che il primo ministro Winston Churchill creò nel 1940 per "infervorare l'Europa", lavorando con gruppi di resistenza nel continente occupato dai tedeschi. Ricevuto da Charles de Gaulle, si trovò di fronte alla scelta tra il servizio nella SOE e le Forze Francesi Libere, e fu proprio da De Gaulle incoraggiato a scegliere la SOE: "Se è per la Francia, allora fai pure".

#### Servizio per la SOE
Gli inglesi portarono La Rochefoucauld a Londra, dove lo addestrarono a saltare dagli aeroplani, a detonare cariche e uccidere rapidamente un uomo usando soltanto le mani. Nel giugno 1943 lo paracadutarono in Francia, dove distrusse una sottostazione elettrica e fece saltare in aria i binari ferroviari ad Avallon, ma fu catturato e condannato a morte dai nazisti. Mentre veniva trasportato per l'esecuzione, saltò dal retro del camion dei suoi rapitori, schivò i proiettili, e poi corse via per le strade vicine. Finì al di fuori di un quartier generale tedesco, dove vide una limousine con una bandiera con la svastica, il suo autista nelle vicinanze e le chiavi nel quadro di accensione. Partì con la vettura e poi prese un treno per Parigi, nascondendosi in uno dei bagni. Il Daily Telegraph lo ha citato dicendo: "Quando siamo arrivati a Parigi, mi sentivo ubriaco di libertà". La SOE successivamente lo evacuò in Inghilterra.
Nel maggio 1944 La Rochefoucauld tornò in Francia con il paracadute. Vestito da operaio, introdusse di nascosto esplosivi in un enorme impianto di munizioni tedesco a Saint-Médard-en-Jalles, vicino a Bordeaux . Nel corso della missione, durata quattro giorni, La Rochefoucauld, che agiva con il nome in codice "Sole", introdusse di nascosto nella fabbrica 40 chili di esplosivo, nascosti in pagnotte scavate e scarpe appositamente progettate. Detonò gli esplosivi il 20 maggio e, dopo aver superato un muro, fuggì in bicicletta. Una volta inviato un messaggio a Londra (la risposta diceva semplicemente: "Félicitations"), bevve diverse bottiglie con il leader della Resistenza locale, svegliandosi il giorno successivo con i postumi di una sbornia.
Tuttavia, La Rochefoucauld fu presto imprigionato nuovamente dai tedeschi a Fort du Hâ [ fr ], nei pressi di Bordeaux. Nella sua cella, finse un attacco epilettico e, quando una guardia aprì la porta della cella, lo colpì alla testa con la gamba di un tavolo e gli ruppe il collo. Prese la sua pistola e la sua uniforme, sparò ad altre due guardie e fuggì. Nel disperato tentativo di evitare una nuova cattura, contattò un lavoratore sotterraneo francese la cui sorella era una suora. Indossò l'abito di lei e si diresse con discrezione verso la casa di un agente più anziano, che lo nascose. Con il D-Day imminente, La Rochefoucauld non fu riportato a Londra, dal momento che scelse di rimanere in Francia per aiutare la Resistenza a rovesciare i tedeschi. Svolse dozzine di missioni di sabotaggio e spionaggio durante la campagna della Normandia mentre gli Alleati respingevano i tedeschi fino a Berlino.
Durante una missione, fu catturato dalla Schutzstaffel e portato in un campo per essere fucilato, ma prima che i nazisti potessero completare l'esecuzione, le loro mitragliatrici si incepparono grazie a un sabotaggio a opera dei suoi compagni della Resistenza, garantendogli il tempo di fuggire in sicurezza. Il suo ultimo assalto dietro le linee avvenne nell'aprile 1945, quando condusse un'incursione notturna per mettere fuori combattimento una casamatta vicino a Saint-Vivien-de-Médoc, sulla costa occidentale della Francia alla foce della Gironda. Remando lungo il fiume, si avvicinò alla casamatta, uccise una guardia e fece saltare in aria la struttura, costringendo i tedeschi a ritirarsi nella loro ultima posizione difensiva sulla costa a Verdon. Poco dopo, il suo ginocchio rimase ferito dall'esplosione di una mina, costringendolo a prendersi un mese di licenza. Dopo il V-E Day, raggiunse Berlino e fu baciato sulle labbra dall'ufficiale sovietico dell'Armata Rossa Georgy Zhukov, allora comandante della zona di occupazione sovietica; Zhukov aveva frainteso il suo nome con La Rochezhukov.

### Lavoro nel dopoguerra
La SOE fu sciolta nel 1946. Come ufficiale dell'esercito francese del dopoguerra, La Rochefoucauld addestrò le truppe francesi e condusse incursioni sul Việt Minh durante la prima guerra d'Indocina, oltre a partecipare alla crisi di Suez, in cui i francesi si unirono alla Gran Bretagna e a Israele contro l'Egitto per il controllo del Canale di Suez.

#### Sindaco di Ouzouer-sur-Trézée
La Rochefoucauld ha ricoperto l'incarico di sindaco di Ouzouer-sur-Trézée per 30 anni, dal 1966 al 1996. Il suo libro di memorie, La Liberté, C'est Mon Plaisir, 1940-1946, è stato pubblicato nel 2002.

#### Processo a Maurice Papon
Nel 1997, La Rochefoucauld testimoniò a nome di Maurice Papon, che era stato processato con l'accusa di aver deportato 1600 ebrei francesi verso la morte nei campi di concentramento nazisti mentre era un funzionario del governo collaborazionista francese di Vichy. La Rochefoucald disse alla corte che Papon aveva rischiato la vita per aiutare la Resistenza e gli Alleati. Papon fu condannato per complicità nei crimini nazisti contro l'umanità, ma fuggì in Svizzera dopo un ricorso in appello. È stato arrestato in un albergo di Gstaad, dove si era registrato come Robert Rochefoucauld. Uno degli avvocati di Papon ha detto che La Rochefoucauld aveva dato il suo passaporto a Papon per aiutarlo a fuggire. Papon è morto nel 2007.

### Morte
La notizia della morte di La Rochefoucauld all'età di 88 anni a Ouzouer-sur-Trézée è apparsa l'8 maggio 2012, annunciata prima dalla famiglia sul quotidiano francese Le Figaro e poi riportata a luglio dalla stampa statunitense.

## Discrepanze nel racconto di La Rochefoucauld
Né La Rochefoucauld né le sue missioni in Francia compaiono nella storia ufficiale della SOE in Francia, pubblicata per la prima volta dal Her Majesty's Stationery Office nel 1966. Il suo nome deve ancora essere rintracciato negli archivi SOE, conservati presso gli Archivi nazionali di Kew. Tuttavia, la SOE in Francia è una storia della sezione F della SOE, mentre La Rochefoucauld era schierato con la sezione R/F. Inoltre, circa sette ottavi dei documenti della SOE andarono perduti in un incendio nel 1946 e durante la riduzione dei file presso gli Archivi Nazionali. Inoltre, i registri dell'esercito francese chiariscono che La Rochefoucauld era noto per essere un sabotatore con addestramento straniero e citano il suo supervisore segreto britannico, nome in codice "Henri".
Inoltre, una serie di incidenti descritti nell'autobiografia di La Rochefoucauld sono in conflitto con altri resoconti e prove. Ad esempio, sebbene avesse affermato di aver sabotato gli stabilimenti di esplosivi a Saint-Médard-en-Jalles nel maggio 1944, questo obiettivo era già stato attaccato con successo dal Comando bombardieri della RAF tre settimane prima, nella notte tra il 29 e il 30 aprile. Un articolo apparso sul Times il 1º maggio ha descritto i "risultati insolitamente spettacolari" del raid e come siano state udite esplosioni "colossali" mezz'ora dopo la fine del bombardamento. Valutando i risultati poco dopo, un rapporto di ricognizione fotografica della RAF confermò che l'obiettivo era stato "gravemente danneggiato": sei grandi magazzini erano stati spazzati via, almeno la metà degli edifici più piccoli furono danneggiati o distrutti, la linea ferroviaria che portava allo stabilimento era stata "recisa in molti punti da colpi diretti", e tre crateri di circa 27 metri erano visibili dall'alto. Una demolizione così importante e su larga scala sarebbe stata classificata in cima ai risultati della SOE, ma l'esame approfondito della SOE del proprio lavoro di sabotaggio, intrapreso in tutta la Francia nel 1945, non ne fa menzione. Né il rapporto dettagliato della SOE sulle sue attività in Francia, presentato nel giugno 1946, appena prima della sua fusione da parte dell'MI6, e scritto da un ufficiale con una conoscenza approfondita delle sue operazioni, non fa alcuna menzione di La Rochefoucauld. Tuttavia una voce a pagina 75 si riferisce a: "Corpo Franc Georges – Attacco alle polveriere di St. Medard (fuori servizio 15 giorni)", che mette in dubbio l'entità dei danni provocati dal raid della RAF di fine aprile 1944 come riportato il giorno successivo sul Times. Neanche gli archivi locali di Saint-Médard riportano ingenti danni materiali per quella data.
Secondo quanto dichiarò, La Rochefoucauld fuggì con un sottomarino al largo della costa di Berck, vicino a Calais, alla fine di febbraio 1944, ma secondo fonti ufficiali la SOE non condusse alcuna operazione marittima a est della Bretagna durante questo periodo. La biografia di Paul Kix, The Saboteur, si riferisce alla Motor Gun Boat n. 502 come al mezzo di La Rochefoucauld per fuggire dalla Francia, anche se non attraverso Calais.
A proposito del suo arruolamento, La Rochefoucauld ricorda che Eric Piquet-Wicks, allora deputato della sezione RF della SOE, intuì il suo potenziale in Spagna alla fine del 1942, ma Piquet-Wicks arrivò in Spagna solo nella primavera del 1944, a Madrid, quando scese di grado dopo essersi ripreso dalla tubercolosi. Secondo Kix, La Rochefoucauld ha incontrato in Spagna l'ambasciatore Samuel Hoare, e più tardi ha incontrato Piquet-Wicks a Londra.
Un fascicolo su La Rochefoucauld conservato presso gli archivi del Service historique de la défense di Vincennes solleva un ulteriore punto interrogativo: in una domanda alle Forze dell'Interno francesi per il riconoscimento della sua attività di resistenza, egli non ha indicato nel suo resoconto del suo servizio che ha viaggiato in Spagna o in Inghilterra o si è unito al SOE o a qualsiasi altro servizio segreto. Considerata l'opinione sfavorevole di de Gaulle nei confronti degli inglesi in generale e della SOE in particolare, La Rochefoucauld potrebbe essere stato riluttante a rivelare la passata associazione con gli inglesi o con la Sezione F della SOE.

## Onorificenze
Tra gli altri riconoscimenti, La Rochefoucauld fu nominato Chevalier de la Légion d'Honneur e insignito della Croix de Guerre, della Médaille de la Résistance e dei Distinguished Conduct Medaglia e Distinguished Service Order britannici.

## Vita privata
La Rochefoucauld apparteneva a una delle più antiche famiglie della nobiltà francese, tra i cui membri figurava François de La Rochefoucauld, autore di un classico libro di massime del XVII secolo. Robert La Rochefoucauld sposò Bernadette de Marcieu de Gontaut-Biron; ebbero un figlio e tre figlie.

## Opere
- (FR) Robert de La Rochefoucauld, La Liberté, C'est Mon Plaisir, 1940-1946, Perrin, 2002, ISBN 9782262019846.